# Mesotritia similis
Mesotritia similis är en kvalsterart som beskrevs av Wojciech Niedbała 2000. Mesotritia similis ingår i släktet Mesotritia och familjen Oribotritiidae. Inga underarter finns listade i Catalogue of Life.